# Jan Číhal
Jan Číhal (3. března 1944, Křižanovice – 22. srpna 2024, Bruntál) byl český dramaturg, režisér a herec především avantgardního divadla, povoláním rentgenový laborant. Byl spoluzakladatelem a ředitelem Bílého divadla v Ostravě. 

## Životopis
Už během studií na základní škole v Křižanovicích se zajímal o divadlo a v místním ochotnickém spolku hrál prince v pohádkách. Na gymnáziu v Bučovicích si například zahrál hlavní roli v inscenaci Robinsonka. Po gymnáziu chtěl studovat nějaký humanitní obor, ale protože byl z rodiny soukromě hospodařících zemědělců, nemohl tam studovat. Nakonec se dostal na Vysokou zemědělskou mechanizační do Prahy. Protože chtěl studovat jiný obor a musel by jít i tak na vojnu, rozhodl se krátce před nástupem na školu začít pracovat jako dělník v brněnské Zbrojovce, aby se vyhnul povinné vojenské službě. Zde se seznámil s básníkem Janem Novákem a také s Otakarem Prajznerem, hercem a pozdějším ředitelem Divadla Petra Bezruče v Ostravě. Roku 1962 připravil s Janem Novákem společnou performanci na brněnském Zelném trhu, kdy Novák recitoval Máj a Číhal jej doprovázel pohybovou kreací. Skončilo to tím, že Novák byl Číhalem vhozen do kašny. I když vystudoval zdravotní školu a stal se rentgenovým laborantem, vždy se věnoval divadlu a stal se součástí vlny avantgardních divadel šedesátých let.
Divadelní znalosti získával v ochotnickém studiu při Divadle bratří Mrštíků. Roku 1964 obdržel jako rentgenový laborant umístěnku do Ostravy. O rok později nastoupil na základní vojenskou službu v Lounech a následně ve Slaném, kde se setkal s filosofem Vladimírem Machkem, s nímž se spřátelil a dělali společnou divadelní tvorbu. Společně vytvořili inscenace například Zrcadlení na texty Vladimíra Holana, Romance pro křídlovku podle Františka Hrubína nebo Vietnam, teď! na motivy Johna Steinbecka. Po návratu z vojny roku 1967 se natrvalo usídlil do Ostravy a nadále pracoval jako rentgenový laborant ve vítkovické nemocnici až do svého odchodu do důchodu.
V roce 1969 založil v Domě kultury VŽKG divadelní studio ACT a festival experimentálního divadla s názvem Generace. V divadelním studiu hráli tehdy inscenace Těla, Magdaléna od Anatolije Borisoviče Marijengofa, Já neměl uváznout nohama v této galaxii od Jeana Pierra Dupreya nebo Kniha Jobova, která zvítězila na přehlídce ve Zvolenu. Po dvou letech bylo ale studio i s festivalem zřizovatelem zrušeno. Proto založil soubor Někde něco a vystupovali v ostravském K–klubu. Nastudovali Milou sedmi loupežníků od Viktora Dyka s písničkami skifflového souboru Cantabile nebo s Vladimírem Machkem napsali a inscenovali text Antihamlet. 
V roce 1982 založil spolu s bratry Luďkem a Petrem Jičínskými, Táňou Bartošovou a Ivou Durczakovou Bílé divadlo. První inscenací tohoto divadla byla dramatizace prózy Kluby poezie od Bohumila Hrabala pod názvem Hráz věčnosti. Hrávali v ulicích, na náměstích, ale i na vesnických návsích. Vedle adaptací výsostné literatury psal s Machkem přírodní hry na lidové motivy nebo uváděli texty Vladimíra Holana, faustovské variace inspirované díly Marģerise Zarinše, zdramatizovaný Máj, dále Christophera Marlowa a Paula Valéryho nebo vlastní adaptaci Antigony ovlivněnou souborem The Living Theatre. Mimo jiné hostoval i v Divadle Petra Bezruče a Státním divadle Ostrava, a to v inscenacích Ať žije královna, Cyrano z Bergeracu, Don Juan, Kavkazský křídový kruh, Sen noci svatojánské a Tvrdohlavá žena a zamilovaný školní mládenec.
Ani po sametové revoluci soubor nevstoupil do profesionálního divadelního provozu, a tak hráli na různých festivalech, poutích, náměstích nebo v ulicích. V devadesátých letech založil v Ostravě performerský festival Někde něco, který byl pojmenován jako odkaz na předchozí soubor. Nadále se objevoval v dalších inscenacích a projektech souboru, například v performanci Poslední večeře, Opilý koráb – cesta argonautů za zlatým rounem, Šťastné dny, Krappova poslední páska, Zde – na ostrém rozhraní života (Postele) nebo v Sidonii nádherné. Zahrál si i v inscenaci Červený kohout letí k nebi, která se hrála výhradně v přírodě nebo v Občerstvení (Refrigerium), inspirovaném jeho onkologickým onemocněním. Nejvíce se proslavili performancí podle kreseb Martina Velíška Ty, který lyžuješ. Tato pohybová kreace šesti různě starých nahých performerů (lyžařů), doprovázená komorním dívčím kvartetem vážné hudby, měla premiéru 11. října 1997 v pražském klubu Roxy v rámci festivalu …příští vlna/next wave… a objeli s ní takřka celý svět. Jako variaci nahého lyžaře byl Číhal natočen pro znělku Mezinárodního filmového festivalu Karlovy Vary v roce 2003. Objevil se i v různých filmech a seriálech.
Kvůli přestěhování se s rodinou do Bruntálu, stáří, lockdownu během covidové pandemie a dalším okolnostem se rozhodli činnost Bílého divadla ukončit. V roce 2023 na festivalu …příští vlna/next wave… získal poctu Živoucí poklad, udělovanou osobnostem české alternativní a nezávislé divadelní scény.
Zemřel 22. srpna 2024 v Bruntále ve věku 80 let a poslední rozloučení se konalo 29. srpna ve smuteční síni u hřbitova v Krásném Poli u Ostravy. Za svou práci v divadle obdržel roku 2024 in memoriam cenu Thálie za celoživotní mistrovství v oboru alternativní divadlo.

## Filmografie
| Rok  | Název                   | Role      | Poznámky                             |
| ---- | ----------------------- | --------- | ------------------------------------ |
| 2005 | Sluneční stát           | učitel    | film                                 |
| 2005 | Sametoví vrazi          | otrok     | film                                 |
| 2008 | Lovec vodního ticha     |           | TV film                              |
| 2008 | Skrývačky               |           | TV film                              |
| 2009 | Proč bychom se netopili |           | televizní seriál, díl: „Vodácký ráj“ |
| 2012 | 7 dní hříchů            |           | film                                 |
| 2014 | Zakázané uvolnění       | svatebčan | film                                 |